# Moinho de rolos vertical

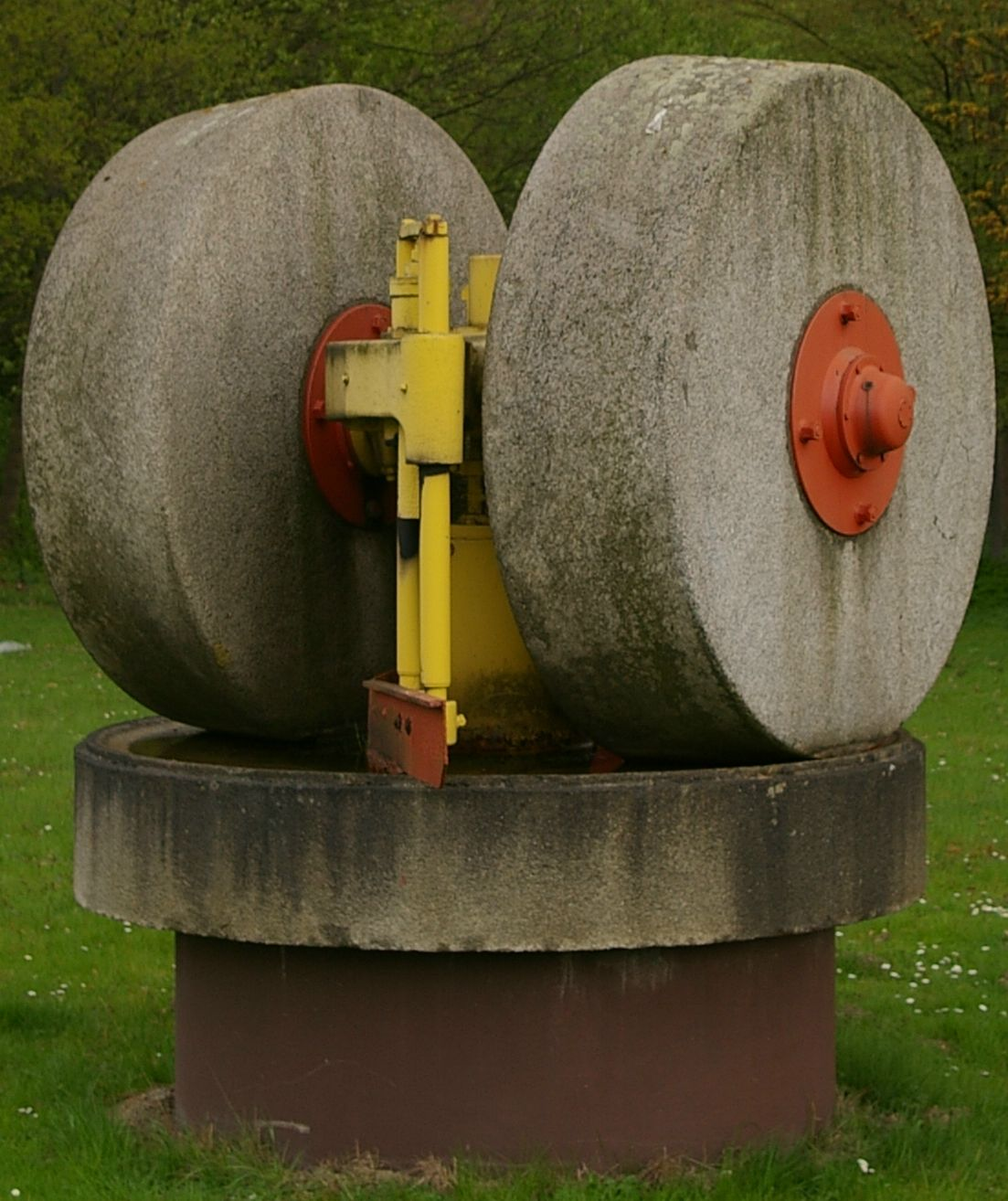
Exemplar de um moinho de rolos vertical

O moinho de rolos vertical é um tipo de moinho usado para moer materiais em pó extremamente fino para uso em processos de revestimento mineral, tintas, pirotecnia, cimentos e cerâmicas. É uma alternativa de eficiência energética para um moinho de bolas.